# Fornbach
Fornbach ist ein Stadtteil der oberfränkischen Stadt Rödental im Landkreis Coburg.

## Geographie
Fornbach liegt etwa zehn Kilometer nordöstlich von Coburg auf einer kleinen Hochebene am Fuß der Hohen Rod, etwa 80 Meter über dem Tal der Itz im Osten. Durch den Ort fließt der rechte Itzzufluss Fornbach. Gemeindeverbindungsstraßen führen nach Weißenbrunn vorm Wald, Oberlauter und Fischbach. Am östlichen Ortsrand liegt das Nordportal des Tunnels Reitersberg der Schnellfahrstrecke Nürnberg–Erfurt. Parallel dazu steht seit 2015 die 380-kV-Leitung, die die Umspannwerke Altenfeld und Redwitz an der Rodach verbindet.

## Geschichte
Die erste urkundliche Erwähnung Fornbachs war im Jahr 1275 als „Vorenbach“. Die Siedlung wurde wohl nach dem gleichnamigen Bach benannt. Der Name Fornbach ist erstmals für 1459 belegt.
Anfang des 14. Jahrhunderts lag Fornbach im Herrschaftsbereich der Henneberger. 1353 kam der Ort mit dem Coburger Land im Erbgang an die Wettiner und war somit ab 1485 Teil des Kurfürstentums Sachsen, aus dem später das Herzogtum Sachsen-Coburg hervorging.
Fornbach gehört seit Jahrhunderten zum Kirchensprengel von Weißenbrunn vorm Wald. 1837 hatte der Ort 104 Einwohner. Die Freiwillige Feuerwehr wurde 1839 gegründet.
In einer Volksbefragung am 30. November 1919 stimmte kein Fornbacher Bürger für den Beitritt des Freistaates Coburg zum thüringischen Staat, 33 waren dagegen. Somit gehörte ab dem 1. Juli 1920 Fornbach zum Freistaat Bayern. 1925 hatte das Dorf 74 Einwohner, von denen 73 der evangelischen Kirche angehörten, und 16 Wohngebäude. Die Schule war im 2,1 Kilometer entfernten Weißenbrunn vorm Wald.
Am 1. April 1928 wurde Taimbach, das inzwischen unbewohnt ist, nach Fornbach eingegliedert. Am 1. Januar 1971 schloss sich Fornbach mit den Orten Fischbach, Mittelberg, Schönstädt, Waltersdorf und Weißenbrunn vorm Wald zur neuen Gemeinde Froschgrund zusammen, die am 1. Mai 1978 zwangsweise aufgelöst und in die Stadt Rödental eingegliedert wurde. Seitdem ist Fornbach ein Stadtteil Rödentals. 1987 wohnten im  Dorf 39 Personen, es hatte 13 Wohngebäude und 15 Wohnungen.
1989 wurde in Fornbach ein Pfadfinderhaus mit einem Zeltplatz eingeweiht.

## Einwohnerentwicklung
| Jahr | Einwohnerzahl |
| ---- | ------------- |
| 1910 | 85            |
| 1933 | 73            |
| 1939 | 69            |
| 1950 | 109           |
| 1960 | 91            |
| 1969 | 69            |
| 2010 | 42            |